# Mala Obuhivka, Hadeaci
Mala Obuhivka (în ucraineană Мала Обухівка) este un sat în comuna Lîsivka din raionul Hadeaci, regiunea Poltava, Ucraina.

## Demografie
Componența lingvistică a localității Mala Obuhivka
     Ucraineană (100%)
Conform recensământului din 2001, toată populația localității Mala Obuhivka era vorbitoare de ucraineană (100%).